# رادرفوردیم-۲۵۵
رادرفوردیم-۲۵۵ یکی از ایزوتوپ‌های رادرفوردیم است که نیمه‌عمری معادل ۱٫۶۴ ثانیه دارد و با شکافت خود به خودی و واپاشی آلفا تجزیه می شود.
در سال ۱۹۷۴ یک اتم رادرفوردیم در یک همجوشی سرد در دوبنا تولید شد. این اولین باری بود که یک اتم رادرفوردیم از این راه به‌دست می‌آمد. در این آزمایش از یک اتم سرب  ۲۰۸ و تیتانیم ۵۰ استفاده شد. دانشمندان روسی واپاشی خود به خود ۲۵۶Rf را مشاهده نمودند، ولی در مرکز تحقیقات یون سنگین هلمهولتز محصولات واپاشی ۲۵۵Rf و ۲۵۷Rf را شناسایی کردند.
{\displaystyle {\displaystyle \mathrm {^{208}_{82}Pb+_{22}^{50}Ti\rightarrow _{104}^{258}Rf^{*}} {\begin{matrix}\nearrow \mathrm {^{255}_{104}Rf+3_{0}^{1}n} \\\rightarrow \mathrm {^{256}_{104}Rf+2_{0}^{1}n} \\\searrow \mathrm {^{257}_{104}Rf+_{0}^{1}n} \end{matrix}}}}